# Hiroki Hattori
Hiroki Hattori (født 30. august 1971) er en tidligere japansk fodboldspiller og træner.
Han har spillet for flere forskellige klubber i sin karriere, herunder Yokohama Flügels og Avispa Fukuoka.
Han har tidligere trænet Thespakusatsu Gunma.